# Nouricia
Nouricia était un groupe coopératif agro-industriel français, dans le grand quart nord-est de la France. La coopérative était leader dans le département de l'Aube et dans une partie de la Seine-et-Marne et de l'Yonne. Autour de la coopérative, le groupe agro-industriel Siclaé, l'une de ses filiales, se concentrait sur la création de valeur à partir des grandes productions céréalières.
Le groupe Nouricia fusionna en avril 2012 (avec l'accord de l'autorité de la concurrence) avec Champagne Céréales, une autre coopérative agricole champenoise, pour donner naissance au groupe Vivescia, présidé par Pascal Prot,.

## Historique
Sont à l'origine du groupe Nouricia, deux coopératives du nord de l'Aube, fondées en 1921, la CARB (Coopérative agricole de la région de Brienne) et la SCARM (Société coopérative agricole de la région de Romilly-Méry) qui se rapprochent à partir des années 1980 et fusionnent en 2001.

### L'Après-guerre: le temps du développement de l'agriculture champenoise et des fusions-acquisitions
- 1946 : Reprise de la Coopérative de Ville sur Terre par la CARB.
- 1965 : Les coopératives de Chavanges-Balignicourt et d'Onjon rejoignent la CARB.
- 1968 : La coopérative de Villenauxe fusionne avec la SCARM.
- 1969 : La coopérative d'Estissac fusionne avec la SCARM.
- 1970 : Mise en place du GIE d'achat de produits phytosanitaires : Champagri.
- 1972 : La SICAM (Société Industrielle, Commerciale et Agricole de MAIZIERES-LA-GRANDE-PAROISSE) est mise en place en association avec AZF.
- 1973 : La CARB construit l'usine de déshydratation à Aulnay.
- 1974 : Fusion de la coopérative de Nully avec la CARB.
- 1976 : Fusion de la coopérative d'Auxon avec la SCARM.

### Le rapprochement et la fusion des deux coopératives
- 1982 : Les deux coopératives achètent les Moulins de Troyes.
- 1983 : La CARB et la SCARM reprennent les magasins agricoles de la CADA.
- 1984 : La SCARM et la CARB lancent la marque de farine "Copaline".
- 1989 : Création de Multi-Appros.
- 1991 : La SCARM devient actionnaire principal de la Sepac.
- 1993 : La COPAC fusionne avec la SCARM.
- 1998 : Les activités "vigne" de la CARB et SCARM se rapprochent.
- 2001 : Fusion de la CARB et de la SCARM : naissance de Nouricia.

### Le développement industriel et commercial du nouveau groupe et stratégie en vue de la fusion avec Champagne Céréales
- 2003 : Nouricia reprend une partie de la CAB (9 sites en Seine-et-Marne et 2 dans l'Yonne).
- 2005 : Fusion de la coopérative Appro-Champagne avec Nouricia.
- 2005 : Création de Siclaé
- 2007 : Création de SeVeal
- 2008 : Premier bilan Carbone et premier rapport Développement Durable.
- 2012 : Fusion de Nouricia et Champagne Céréales : naissance de Vivescia

## Stratégie des fusions-regroupements
Avec la mondialisation des marchés, il est nécessaire de se regrouper entre coopératives en permettant, par la mise en place de montages juridiques appropriés, le rapprochement avec des partenaires industriels et commerciaux. Cela permet de financer de nouveaux débouchés alimentaires ou non alimentaires en correspondance avec l'évolution rapide des modes de consommation et d'investir dans des innovations technologiques permettant une valorisation non alimentaire de la production.

### Le pôle agricole
C'était la deuxième coopérative agricole de la région Champagne, après Champagne Céréales, en parts de marché, mais la première du département de l'Aube.

### Le pôle industriel
La société en commandite par actions Siclaé représentait le pôle industriel, dont Nouricia était l'actionnaire, comme l'était Champagne Céréales . Siclaé développe en France et à l'international des filières de transformation alimentaire des matières premières agricoles et joue un rôle de pionnier dans la recherche et développement des nouveaux usages des productions agricoles. Le transfert dans Siclaé de Chamtor et d'ARD/Soliance ouvre de nouvelles pistes de développement dans la bio-raffinerie végétale.
Siclaé est composé de 7 filières :
- Pôle malterie : Malteurop ;
- Pôle meunerie-BVP : Nutrixo ;
- Pôle maïserie : Kalizea ;
- Pôle amidonnerie/glucoserie : Chamtor ;
- Pôle nutrition animale : NESTAL ;
- Pôle bioénergies : Ineos Champlor / LMT Coop ;
- Centre de recherche et développement - Valorisation du végétal : ARD.